# Benz, Nordwestmecklenburg
Benz är en kommun och ort i Landkreis Nordwestmecklenburg i förbundslandet Mecklenburg-Vorpommern i Tyskland.
I kommunen ingår orterna Gamehl, Goldebee, Kalsow und Warkstorf.
Kommunen ingår i kommunalförbundet Amt Neuburg tillsammans med kommunerna Blowatz, Boiensdorf, Hornstorf, Krusenhagen och Neuburg.